# سلامة موسى
سلامة موسى (4 فبراير 1887 - 4 أغسطس 1958)، [وفقًا لِمَن؟]. هو رائد الاشتراكية المصرية ومن أول المروّجين لأفكارها. ولد في قرية بهنباي الواقعة على بعُدْ سبعةْ كيلو متراتْ عن الزقازيق لأبوين قبطيين. عرف عنه اهتمامه الواسع بالثقافة، واقتناعه الراسخ بالفكر كضامن للتقدم والرخاء. انتمى سلامة موسى لمجموعة من المثقفين المصريين، منهم أحمد لطفي السيد، الذي نادى بتبسيط اللغة العربية وقواعد نحوها والاعتراف بالعامية المصرية. وكانت حجتهم أن اللغة العربية لم تتغير لأجيال، وأن معظم المصريين أميون، مما دعا موسى وآخرين للمطالبة بالكتابة بالعامية. تتلمذ على يديه نجيب محفوظ الذي يؤثر عنه قوله له «عندك موهبة كبيرة، ولكن مقالاتك سيئة» الأمر الذي دفع نجيب محفوظ إلى العناية في انتقاء مواضيعه.

## نشأته
ولد سلامة موسى سنة 1887 في قرية بهنباي وهي تبعُدْ سبعةْ كيلو متراتْ عن مدينة الزقازيق بمصر، لأب مسيحي يعمل موظفا بالحكومة، وسرعان ما توفي بعد عامين من مولد ابنه. التحق سلامة بمدرسة قبطية، ثم بالمدرسة الابتدائية بالزقازيق وحصل على الشهادة الابتدائية. انتقل بعد ذلك إلى القاهرة حيث التحق بالمدرسة التوفيقية ثم المدرسة الخديوية وحصل على شهادة البكالوريا (الثانوية) سنة 1903.

## اللقاء بالغرب
في عام 1906 وبسبب مشاكل عائلية قرر السفر إلى أوروبا وكان آنذاك في التاسعة عشرة من عمره. كان لذلك القرار أثر هام في تكوين وعيه وفكره (1). سافر إلى فرنسا حيث قضى فيها 3 سنوات من حياته تعرّف من خلاله على الفكر والفلسفة الغربيين وقرأ العديد من المؤلفات فتعرف على فولتير وتأثر بأفكاره كما قرأ لكارل ماركس ومؤلفات لاشتراكيين آخرين واطلع هناك على ما توصّلت إليه علوم المصريّات.
بعد أن قضى ثلاث سنوات في باريس انتقل إلى إنجلترا لدراسة الحقوق حيث عاش أربع سنوات أخرى، لكنه أهمل دراسته وانصرف إلى القراءة، وانضم إلى جمعية العقليين، والجمعية الفابية والتقى فيها بالمفكر والمؤلف المسرحي الإيرلندي جورج برنارد شو وتأثر بـتشارلز داروين وخصوصا بنظريته حول النشوء والارتقاء.

## في مصر
بعد أن عاد إلى مصر من باريس أصدر كتابه مقدمة السوبر مان سنة 1910، الذي تضمن بدايات لأفكاره التي تطورت بعد ذلك والتي ركزت على ضرورة الانتماء الكامل للغرب وقطع أي صلة تربط مصر بالشرق، وتضمن نقدا للفكر الديني والإيمان الغيبي، إذ أورد فصلا في هذا الكتاب تحت عنوان «نشوء فكرة الله» متأثرا بأفكار الكاتب الإنجليزي جرانت ألين ينطلق من أساس مادي لفهم الكون.
بعد عودته إلى مصر من إنجلترا أصدر أول كتاب باللغة العربية عن الاشتراكية في الشرق الأوسط سنة 1912، كما أصدر هو وشبلي شميل صحيفة أسبوعية اسمها المستقبل سنة 1914 لكنها أغلقت بعد ستة عشر عددا، كما ساهم هو والمؤرخ محمد عبد الله عنان في تأسيس الحزب الاشتراكي المصري عام 1921 ولكنه انسحب منه رافضا الخضوع لأية قيود تنظيمية وذلك إثر خلافات كانت قد أثارتها نقده لثورة أكتوبر، فاعتزل الحياة السياسية، واكتفى بالنشاط الفكري، حيث رأس مجلة الهلال عام 1923 لمدة ست سنوات.
في سنة 1930 أسس المجمع المصري للثقافة العلمية، وأصدر مجلة أسماها المجلة الجديدة وكان يهدف من خلالها إلى تغليب الاتجاهات العلمية على الثقافة المكتوبة بالعربية، لكن حكومة صدقي باشا أغلقت المجمع، فقام سلامة بتكوين جمعية المصري للمصري وتبنت هذه الجمعية مقاطعة البضائع الإنجليزية، مستلهمة في ذلك تجربة الزعيم الهندي غاندي.

## فكره وآثاره
أكد سلامة موسى في الثلاثينيات من القرن الماضي إيمانه بالإنسانية المشتركة وكان من دعاة العلمانية والديمقراطية والليبرالية وتحرير المرأة. وانتقد مكانة المرأة المصرية بين المسيحيين والمسلمين المصريين ودعا إلى تحسين دورها في الحياة المصرية. وذكر أنه لم تكن أي من شقيقاته متعلمات، وأنهن جميعًا أُجبرن على البقاء في المنزل في سن العاشرة. وقد ظهر صراحته في قضايا المرأة في العديد من أعماله بما في ذلك عمله عام 1955 "المرأة ليست لعبة الرجال".
دعم سلامة موسى حقوق العمال والفلاحين وتحسين بيئة العمل، ودعا إلى إصلاحات في التعليم العام. استقطبت الندوات التي أقامها موسى لمناقشة القضايا الاجتماعية حشودًا كبيرة من المثقفين الشباب. كان من المفكرين المصريين الذين طالبوا بتدريس اللهجة المصرية كلغة رسمية. وقد دافع موسى في كتابه "هؤلاء علموني" عن استقلال الفكر والإبداع المحلي للمصريين المعاصرين. أكد سلامة موسى على وحدة المصريين وأشاد بأحمد لطفي السيد لدوره في تمهيد الطريق لثورة 1919 بتوحيد الأمة المصرية، مشيدًا بوحدة وصمود الشعب المصري سواء في ثورة 1919 أو ثورة 1879-1882.
يمكن تلخيص فكر سلامة موسى بثلاثة توجهات أولا العقلانية والتحديث والتمثل بالغرب ثانيا إيمانه بالاشتراكية كسبيل لتحقيق العدالة الاجتماعية وثالثا البحث عن أصول الشخصية المصرية في جذورها الفرعونية. ويضاف إليها المطالبة بديموقراطية ليبرالية والعلمنة وتحرير المرأة.

### العقلانية والتمثل بالغرب
تأثر فكره بمفكرين غربيين كما تأثر بعض المثقفين العرب الآخرين في عصر النهضة. آمن سلامة بأن تحقيق نهضة في مجتمعه يستوجب التمثل بالغرب فقال ««فلنولِّ وجهنا شطر أوروبا.. ونجعل فلسفتنا وفق فلسفته»(2) فالنهضة في نظره لن تتحقق إلا بالاتجاه الكامل لأوروبا. رأى أن ذلك لن يتحقق الا باتخاذ العقلانية منهجا بل ذهب أبعد من ذلك ورفض العديد من المقولات الدينية التي رأى فيها فكرا غيبيا ورأى أن الخلاص من الاستعمار والطبقية لا يتأتى إلا من خلال التخلص من العبودية للخالق وقد قال «ليس للإنسان في هذا الكون ما يعتمد عليه سوى عقله، وأن يأخذ الإنسان مصيره بيده ويتسلط على القدر بدلاً من أن يخضع له». وكان قد اعتبر الدين خاضعا للتطور، ومن ثم فمصدر الدين بشري وليس إلهي وهو لذلك نفعي الغاية، وأن صناعة الإنسان لظاهرة الدين منذ القبائل البدائية تطورت مع تعطش الإنسان لفكرة الدين، وذهب إلى القول أن الفلاسفة والأدباء يؤدون نفس وظيفة النبي؛ فهم يطورون الفضائل في المجتمع، بل إنهم يوجدون قيما بديلة للقيم الدينية تكون غايتها المجتمع وترقية البشر إلى عصر جديد غير العصور التي نشأت فيها الأديان لذا فهم بمثابة أنبياء هذا العصر. لكنه رفض مقولة نيتشة بموت الإله كما رفض أفكاره التي تمجّد القوة. وقد بشّر سلامة موسى بدين جديد يرفض الغيبيات، ويَتَأَسَّس على التوحيد الطبيعي بين المادة والقوة، وبين الله والكون، وبين العقل والجسم في وحدة مادية، وترتكز أفكاره على إحلال العلم محل الدين، فليس هناك مقدس في الدين لأنه صنعة البشر. وكان يقول: «ليس للحياة غاية إلا الحياة، وكل ما عدا الحياة إنما هي وسائل للحياة».

### الاشتراكية
تأثر سلامة بالفكر الاشتراكي خاصة الجمعية الفابية البريطانية، التي كانت تدعو إلى تحقيق الاشتراكية بالتدرج دون عنف أو ثورة، وتحولت فيما بعد إلى حزب العمال. كما أنه تأثر في فكر كارل ماركس حتى قال فيه: «وأحب أن أعترف أنه ليس في العالم من تأثرت به وتربيت عليه مثل كارل ماركس، وكنت أتفادى اسمه خشية الاتهام بالشيوعية» فرأى أن فكره ضروري لفهم وتحليل التاريخ كما أنه تأثر بأفكار شبلي شميل وهو من رواد الاشتراكية في الشرق الأوسط وشمال أفريقيا. إلا أنه رفض مقولات الاشتراكية العلمية ورأى بواجب تحقيق التقدم تدريجيا وأراد إقامة ديمقراطية نيابية ووجه الانتقادات إلى البلشفية.

### النزعة الفرعونية
كان سلامة موسى قد اطلع آخر ما توصل اليه علم المصريات وأعجب به خلال تواجده في فرنسا. وبعد عودته إلى مصر اطلع إلى أفكار أحمد لطفي السيد التي دعا فيها إلى تحديد مفهوم جديد للشخصية المصرية يستند إلى أساس يختلف عن الرابطة الشرقية والدينية، ويربط بين الجنسية والمنفعة، وكان أهم ما طرحه في هذا الشأن الدعوة إلى الفرعونية كأساس لانتماء المصريين، ودعا إلى اللغة العامية بدلاً من اللغة العربية الفصحى وذلك لإنهاء الازدواج في اللغة عند المصريين. وتحمس سلامة موسى لتلك المبادئ فدعى إلى نبذ اللغة العربية الفصحى وتوحيد لغة الكلام ولغة الكتابة، ودعا لكتابة اللغة العربية بالحرف اللاتيني لأن ذلك بحسب رأيه «وثبة نحو المستقبل» كما طالب بأن تتسع اللغة العربية للعلوم والفنون التي لم يعرفها العرب. يجدر بالذكر أنه تأثر في دعوته هذه من أفكار بعض المستشرقين أمثال وليم ويلكوكس.
اتخذ سلامة موسى موقفا سلبيا من الأدب والتراث العربي، فقد نقد الأدب المصري في تقليده الأدب العربي، وطالب أدباء مصر بالتعلم من أدباء أوروبا التقدميين، مع الإقلال من الصنعة في الأدب، وتضمين الأدب الموضوعات الاجتماعية. ورأى أن اللغة العربية لا تخدم الأدب المصري ولا تنهض به، كما أنها تبخر الوطنية المصرية وتجعلها تذوب في وعاء القومية العربية؛ لأن من يتعمق في اللغة العربية الفصحى لا بد أن يشرب روح العرب وأبطالهم بدلاً من أن يشرب الروح المصرية وأبطالها.

## أمك
ترك سلامة موسى مؤلفات كثيرة في شتى الاتجاهات الكتابية، وساعده على ذلك أنه ولج مجال الكتابة وهو في العشرين من عمره، كما أن إجادته للغات الأجنبية خاصة الإنجليزية والفرنسية أتاحت له الاطلاع على معارف متنوعة وثقافات مختلفة، وقد أصدر حوالي أربعين كتابا منها: «الاشتراكية» و«مقدمة السوبر مان»، و«حرية العقل في مصر»، و«النهضة الأوربية»، و«الدنيا بعد ثلاثين عاما»، و«الحرية وأبطالها في التاريخ»، و«أحلام الفلاسفة»، و«المرأة ليست لعبة الرجل»، و«هؤلاء علموني» ودوّن سيرته الذاتية في كتابه «تربية سلامة موسى»، كما أصدر عددا من المجلات، وكتب الكثير من المقالات، ويذكر أنه استعمل كلمة ثقافة ترجمة لكلمة Culture لأول مرة في اللغة العربية الحديثة (3).

### مؤلفاته
- 1. مقدمة السبرمان (1910)
  2. نشوء فكرة الله (1912)
  3. الاشتراكية (1913)
  4. أشهر الخطب ومشاهير الخطباء (1924)
  5. الحب في التاريخ (1925)
  6. أحلام الفلاسفة (1926)
  7. أسرار النفس (1927)
  8. حرية الفكر وأبطالها في التاريخ (1927)
  9. تأريخ الفنون وأشهر الصور (1927)
  10. العقل الباطن أو مكنونات النفس (1928)
  11. نظرية التطور وأصل الإنسان (1928)
  12. اليوم والغد (1929)
  13. المدينة الخاطئة (1930) [9]
  14. جيوبنا وجيوب الأجانب (1931)
  15. السيكولوجية في حياتنا اليومية (1934)
  16. غاندي والحركة الهندية (1934)
  17. ما هي النهضة (1935)
  18. النهضة الأوروبية (1935)
  19. الأدب الإنجليزي الحديث (1936) [10]
  20. الشخصية الناجعة (1943)
  21. حياتنا بعد الخمسين (1944)
  22. البلاغة العصرية واللغة العربية (1945)
  23. التثقيف الذاتي (1946)
  24. تربية سلامة موسى (1947)
  25. عقلي وعقلك (1947)
  26. فن الحب والحياة (1947)
  27. مصر أصل الحضارة (1947)
  28. محاولات (1953)
  29. هؤلاء علموني (1953)
  30. كتاب الثورات (1954)
  31. الأدب للشعب (1956)
  32. الأدب والحياة (1956)
  33. دراسات سيكلوجية (1956)
  34. المرأة ليست لعبة الرجل (1956)
  35. أحاديث إلى الشباب (1957)
  36. برنارد شو (1957)
  37. أحاديث إلى الشباب (1957)
  38. مشاعل الطريق للشباب (1959)
  39. مقالات ممنوعة (1959)
  40. قصص مختلفة: مجموعة قصص مثالية حديثة لأمم مختلفة (1960)
  41. الإنسان قمة التطور (1961)
  42. افتحوا لها الباب (1962)
  43. الصحافة حرفة ورسالة (1963)
  44. مختارات سلامة موسى (1963)
  45. زوجي تزوج (1993) [11]

## نقد

### آراء المتحمسين لسلامة
يؤكد الدكتور «غالي شكري» -أحد أشد المتحمسين لسلامة- : «إن سلامة موسى كان يرى أن تحرير الطبقات المطحونة من العبودية الأولى، عبودية الوهم والخرافة، سوف يؤدي إلى تحرير تلك الفئات من العبودية الثانية، عبودية الاستغلال الطبقي، وظلت هذه الفكرة نقطة الانطلاق عند سلامة موسى في تكوين منهجه الفكري إلى النهاية، بأن راح في مختلف مؤلفاته يلح إلحاحا شديدا ومركزا على ضرورة الخلاص من أسر الفكر الغيبي»، ولذا فإن حل المسألة الاجتماعية لن يتأتى إلا بخلع الطبقات المطحونة لثوب الدين عن نفسها مرة واحدة.

### آراء منتقديه
كان للآراء التي أعلنها سلامة موسى أثرها في تعرضه لانتقادات واسعة، فقد وصفه الأديب مصطفى صادق الرافعي بأنه «معاد للإسلام»، وكان الأديب عباس محمود العقاد من منتقديه، فبعدما نشر سلامة كتابه «البلاغة العصرية واللغة العربية» أكد أن سلامة موسى «أثبت شيئا هاما؛ هو أنه غير عربي» ثم قال عنه «إنه الكاتب الذي يكتب ليحقد، ويحقد ليكتب، ويدين بالمذاهب ليربح منها»، ثم قال: «إن العلماء يحسبونه على الأدباء والأدباء يحسبونه على العلماء، لهذا فهو المنبت الذي لا علماً قطع ولا أدباً أبقى» كما هاجمته «مجلة الرسالة» الأدبية، ووصفته بأنه الكاتب الذي يجيد اللاتينية أكثر من العربية، وهاجمه آخرون بأنه «صفحة يجب أن تطوى من تاريخنا الثقافي».

## مواضيع مرتبطة
- شبلي شميل
- أحمد لطفي السيد
- داروينيون عرب

## الهوامش
- 1 : قال ذات يوم: «بدأت أرسم خارطة حياتي سنة 1906م حيث ساء الوسط العائلي، ففررت إلى أوروبا، وهناك شرعت أدرس اللغتين الفرنسية والإنجليزية وأقرأ من الكتب ما يشع النور في عقلي ويبعث الشجاعة في قلبي».
- 2: سلامة موسى، اليوم والغد. المطبعة العصرية، القاهرة، 1927م، ص 241 ـ 257.
- 3: «كنت أول من أفشى لفظة الثقافة في الأدب العربي الحديث ولم أكن أنا الذي سكّها بنفسه فإني انتحلتها من ابن خلدون، إذ وجدته يستعملها في معنى شبيه بلفظة (كلتور) الشائعة في الأدب الأوروبي الثقافة هي المعارف والعلوم والآداب والفنون يتعلمها الناس ويتثقفون بها، وقد تحتويها الكتب ومع ذلك هي خاصة بالذهن». سلامة موسى: الثقافة والحضارة - مجلة الهلال القاهرة - ديسمبر 1927 - ص171.